# Oxylymma tuberculicollis
Oxylymma tuberculicollis là một loài bọ cánh cứng trong họ Cerambycidae.